# Ardiel Zaya
Ardiel Zaya Ruiz (Las Palmas de Gran Canaria, 9 de septiembre de 1981) es un cantautor español, conocido como Ardiel Zaya.

## Biografía
Ardiel Zaya nace en Las Palmas de Gran Canaria y con tan sólo nueve años asiste a un concierto de Joaquín Sabina que marcó su futuro profesional. Desde los 15 años comienza a tocar la guitarra influenciado por grupos como Nirvana, Offspring o Guns N'Roses y por cantautores como Ismael Serrano o Carlos Chaouen.

### Inicios
En marzo de 2002, se sube por primera vez a un escenario en la entonces Cafebrería Esdrújulo -actual Café D'Espacio- en Las Palmas de Gran Canaria y en ese mismo año comienza a formar parte del Colectivo Canario de Autores y Cantautores con quienes participa en 2004 el disco "Nueva Canción de Autor Canaria" con la canción Espuma en la arena que se presenta en el Centro de Iniciativas de La Caja de Canarias - CICCA en octubre de ese mismo año.
En ese mismo año, Ardiel Zaya es seleccionado para el Concurso Rincón de Autor organizado por El Corte Inglés con el apoyo de la emisora M80 radio y graba su tema Un segundo en los Estudios Discan en Telde (Gran Canaria) que pasaría a formar parte de un CD promocional del certamen junto a los temas del resto de finalistas.
Tras grabar varias maquetas, en 2005 comienza a tocar por diferentes locales de Las Palmas de Gran Canaria acompañado por Iván Hernández con la percusión y Ardiel Cabrera con el bajo con las canciones que posteriormente incluiría en su tercera maqueta Ganas de Seguir. En esta época también colabora en algunos de los conciertos el guitarrista y bajista Ángel Morán.

### La llegada a Madrid
Ardiel Zaya viaja a diferentes lugares de España como Madrid, Granada, Málaga, Cádiz, Murcia o Tenerife en una pequeña gira de presentación que recorrió algunas de las salas del circuito habitual de cantautores españoles con las canciones que componían esa maqueta.
En 2006, Ardiel Zaya toca por primera vez en el Café Libertad 8 de Madrid, conocido por su tradición y su apoyo histórico a los cantautores. El andaluz Paco Cifuentes fue quién confió en este cantautor canario y sirvió de enlace para aquel primer concierto que se celebró el 26 de julio de 2006.
Tras aquel concierto, Ardiel Zaya se convierte en uno de los habituales del local y en 2007 decide trasladarse a vivir a Madrid con una nueva maqueta que titula Veintisiete. Desde allí compagina los conciertos en otras ciudades de la península con la vuelta a algunos locales de las Islas Canarias.

### Vuelta a Canarias
En 2007, Zaya es elegido también como actor principal del musical Acaymo, una gaviota en Madrid  de producción canaria, que se estrena en el Teatro Guimerá de Tenerife el 9 de noviembre de ese mismo año.
De vuelta en Gran Canaria y con un proyecto musical en proceso, en 2008 queda en segundo lugar en el Certamen Nacional Marcilla Trovadora en Navarra, y a finales de 2009, con su disco a punto de salir, queda finalista en el II Certamen Nacional Las Palmas de Gran Canaria.

### Todo lo sentido
A principios de 2010, con el patrocinio del Gobierno de Canarias, sale a la luz su primer álbum titulado Todo lo sentido, autoeditado y grabado en Evim Estudios por Vinod Rewachand.
El disco se presentó el 26 de enero de 2010 en el Centro de Iniciativas de La Caja de Canarias - CICCA bajo la dirección musical de Alexis Canciano. En el disco participaron además los músicos Fran González (batería), Neftalí Robaina (Saxofón), Jorge Soroa (Percusión)), Pedro del Rosario (guitarra eléctrica y acústica), Germán Ramos (Bajo eléctrico y la colaboración de Ardiel Cabrera (bajo en la canción Un segundo) y Natalia Palacios (voz en el tema Un segundo).
En 2010 continúa con los conciertos por Canarias y participa en el I Festival de Cantautores Canarios en Madrid celebrado en el Colegio Mayor Universitario San Juan Evangelista junto a otros cantautores canarios.
El 17 de noviembre de 2010, Zaya retoma el formato que utilizó en la presentación del disco para un concierto en el municipio de Telde (Gran Canaria) en el que el cantautor mostró al público sus canciones con el acompañamiento de cinco músicos.

## Discografía

### Colaboraciones
- Rincón del Autor (2004) con el tema Un segundo
- Nueva Canción de Autor (2004) con el tema Espuma en la arena

### En solitario
- Directo (2003) (Maqueta)
- Abriendo un camino (2004) (Maqueta)
- Ganas de seguir (2005) (Maqueta)
- Veintisiete (2007) (Maqueta)
- Todo lo sentido (2010)